# Miloslav Denk
Miloslav Denk (* 19. srpna 1957) je bývalý český fotbalový útočník.

## Fotbalová kariéra
Se Spartou získal třikrát ligový titul, hrál i v evropských pohárech. Po odchodu ze Sparty hrál mj. v Malajsii za Sabah FA nebo po návratu za Hradec Králové. V československé lize nastoupil ve 109 utkáních a dal 19 gólů. Na krajské úrovni hrál fotbal ještě ve svých 53 letech. V dresu Sparty je pravidelným účastníkem tradičních silvestrovských derby veteránů Sparta–Slavia.

## Ligová bilance
| Ročník                                   | Zápasy | Góly | Klub                   |
| ---------------------------------------- | ------ | ---- | ---------------------- |
| 1. československá fotbalová liga 1982/83 | 15     | 9    | Sparta Praha           |
| 1. československá fotbalová liga 1983/84 | 26     | 6    | Sparta Praha           |
| 1. československá fotbalová liga 1984/85 | 23     | 2    | Sparta Praha           |
| 1. československá fotbalová liga 1985/86 | 14     | 1    | Sparta Praha           |
| 1. československá fotbalová liga 1986/87 | 6      | 0    | Sparta Praha           |
| 1. československá fotbalová liga 1987/88 | 16     | 1    | Spartak Hradec Králové |
| 1. československá fotbalová liga 1988/89 | 9      | 0    | Spartak Hradec Králové |
| CELKEM                                   | 109    | 19   |                        |